# Confrontos entre gangues em Porto Príncipe em 2022
Um confronto entre gangues ocorreu  em Porto Príncipe em julho de 2022 , quando um surto de violência entre gangues na capital haitiana de Porto Príncipe provocou 89 mortos e mais de 74 feridos.

## Contexto
Desde o final de 2010, o Haiti tem sofrido uma crescente onda de violência de gangues e atividades relacionadas ao crime organizado, especialmente na capital Porto Príncipe. A violência das gangues cresceu especialmente após o assassinato do presidente haitiano Jovenel Moise em julho de 2021. Um dos líderes de gangues mais notáveis no conflito é Jimmy Chérizier, também conhecido como "Barbecue", que lidera o grupo G9. Barbecue é notável por vários massacres na área de Porto Príncipe, juntamente com a aliança do G9 com o governo haitiano. Os confrontos de 2022 começaram depois que as tensões eclodiram entre o G9 e uma nova gangue rival, G-pep. Esse aumento na violência das gangues também ocorre em um momento em que o Haiti enfrenta grave escassez de alimentos e assistência médica.

## Eventos
Apenas um dia após o aniversário de um ano do assassinato de Jovenel Moise em 7 de julho, tiroteios ocorreram às 3 da madrugada no bairro de Brooklyn da favela Cité Soleil entre membros das gangues G9 e G-Pèp.  Alguns policiais haitianos estiveram presentes no local, mas a maioria não apresentou-se por não ter recebido seus salários por um mês combinado com a falta de combustível para seus carros. Inicialmente, o vice-prefeito Jean Hislain Frederick afirmou que 50 foram mortos na violência e mais de 50 ficaram feridos, mas esse número aumentou a partir de então, segundo a Rede Nacional de Defesa dos Direitos Humanos.
Os Médicos sem Fronteiras afirmaram que não conseguiram acessar a favela por causa da violência. O conflito também fez com que o terminal de campo de Varreux, nas proximidades, interrompesse as operações, levando a uma escassez mais drástica de combustível, já que dois navios-tanque não puderam ser descarregados.